# Within You Without You
Pistes de 
 Sgt. Pepper's Lonely Hearts Club Band
Being for the Benefit of Mr. Kite! When I'm Sixty-Four
Within You Without You est une chanson du groupe britannique les Beatles. C'est l'unique chanson écrite par George Harrison sur l'album Sgt. Pepper's Lonely Hearts Club Band, sorti en 1967. Cette chanson, qui traduit l'influence de la musique indienne sur son compositeur, ouvre la face B du 33 tours d'origine de l'album. Elle est également, avec une durée dépassant les cinq minutes, la chanson la plus longue de l'album après A Day in the Life, qui, elle, dure cinq minutes et demie.

## Genèse
Tant par ses paroles que son interprétation, Within You Without You est des plus représentatives de l'influence de la culture indienne sur l'œuvre des Beatles, et surtout sur George Harrison, son auteur. En effet, tout comme il avait déjà essayé de le faire pour Love You To sur l'album Revolver (1966), le précédent album du groupe, Harrison emploie ici des instruments d'origine indienne.
Harrison a composé cette chanson sur un harmonium chez Klaus Voormann, un ami de longue date du groupe, auteur de la pochette de l'album Revolver. Harrison a d'abord composé une version longue de 30 minutes, qu'il a ensuite raccourcie pour qu'elle soit commercialisable et incluse sur Sgt. Pepper[réf. nécessaire].

« Klaus Voormann avait un harmonium et George s'est mis à en jouer. Il en tirait d'horribles plaintes et, à la fin de la soirée, il avait fait quelque chose d'assez avancé pour pouvoir nous en chanter des extraits. »

— Tony King, ami du groupe et plus tard employé chez Apple Corps.

« La chanson m'est venue après avoir passé un peu de temps en Inde et être tombé sous le charme du pays et de sa musique. J'avais rapporté plein d'instruments. Ça a été écrit une nuit après un dîner dans la maison de Klaus Voormann à Hampstead. La chanson m'est venue alors que je jouais de l'harmonium à pédale. J'avais également passé beaucoup de temps en compagnie de Ravi Shankar, essayant de trouver la bonne façon de m'asseoir et de tenir le sitar, et comment en jouer. J'ai écrit Within You Without You en partant d'un morceau que Ravi avait enregistré pour All-India Radio. C'était très long, peut-être trente ou quarante minutes, et divisé en différentes séquences avec une progression dans chacune d'elles. J'en ai écrit une mini-version en utilisant des sonorités similaires à celle que j'avais découvertes dans son morceau. J'ai enregistré trois segments et les ai raccordés plus tard. »

— George Harrison

## Enregistrement
Les sessions d'enregistrement de Within You Without You commencent le 15 mars 1967. Harrison fait appel à quatre musiciens de l'Asian Music Circle, jouant respectivement du tabla, du dilruba, du swarmandal et des percussions indiennes. Aucun d'eux n'est cependant crédité dans l'album. Harrison, ainsi que son assistant Neil Aspinall, jouent du tambura. Des tapis, des fleurs et des bâtons d'encens ont été disposés par George Harrison dans la salle d'enregistrement pour mettre à l'aise les instrumentistes.
Le 3 avril 1967, les arrangements pour cordes sont enregistrés par trois violoncellistes et huit violonistes) du London Symphony Orchestra.
Lors de la composition des arrangements, George Martin doit faire face à deux problèmes majeurs. Le premier est que la plupart des musiciens indiens ne savent pas lire les notations musicales occidentales. Le second concerne l'élaboration des partitions pour violons et violoncelles : Martin doit transposer pour ces instruments classiques tous les effets que peuvent produire, par exemple, l'utilisation d'un dilruba, avant de demander aux musiciens de jouer ensemble.
L'éclat de rire, que l'on peut entendre à la toute fin de la chanson, est une idée de George Harrison pour dédramatiser le message des paroles, détendre l'atmosphère et pouvoir reprendre le cours de l'album. 
L'enregistrement intégral de la chanson — celle de 30 minutes — ne figure dans aucune compilation des Beatles. La piste instrumentale d'origine figure sur le deuxième disque de l'Anthology 2, dans son tempo et sa tonalité d'origine. On peut également entendre la mélodie de la chanson au sein d'un mashup avec Tomorrow Never Knows dans l'album Love, ainsi que des fragments de l'instrumentation disséminés dans divers autres titres.

## Description musicale
Tout le morceau est dans la tonalité de do dièse majeur, sur laquelle George Harrison développe sa mélodie dont la gamme s'inspire donc de la musique orientale. Il chante accompagné principalement par un dilruba qui joue les mêmes notes, et par un tabla dont Geoff Emerick note qu'ils n'avaient jamais encore à cette époque été enregistrés aussi fidèlement sur disque.

« Tout le monde était émerveillé dans le studio quand nous avons entendu pour la première fois le tabla enregistré de si près, avec toute sa texture et ces adorables résonances basses. »

— Geoff Emerick
La partie instrumentale du milieu du morceau comprend une section de cordes classiques conduite par George Martin, auteur de la partition sur les indications de George Harrison. Lequel a tenu, dans les dernières secondes, à ajouter des rires pour apporter un peu de légèreté au tout.

## Analyse des paroles
L'originalité de la chanson réside aussi dans ses paroles, dans lesquelles Harrison expose, de manière très explicite, sa nouvelle philosophie tournée vers l'Orient et l'hindouisme. La chanson prend la forme d'une réminiscence progressive d'une discussion à laquelle Harrison aurait participé. Elle explique que l'individualisme occidental, l'égo, est fondé sur une illusion qui encourage à la division. Si l'on veut se débarrasser de cet espace, et se rapprocher les uns des autres, il faut donc abandonner l'illusion de l'égo, et de ce fait, considérer que nous sommes en essence tous un.
Un autre thème apparaît, celui de l'amour salvateur, thème majeur de la doctrine hindoue du Dharma. Enfin, la chanson sonne comme une sorte d'invitation à la conversion de l'auditeur pour les idées de George Harrison. Harrison avoua d'ailleurs l'importance de Ravi Shankar, qui lui enseigna le sitar, quant à l'inspiration de cette chanson.
Bien que la chanson soit initialement basée sur des concepts hindous, et qu'aucune référence à la drogue n'est faite dans ses paroles, elle trouva un écho chez les consommateurs de drogues de l'époque, notamment à cause de ses paroles et de son interprétation mystique, et du rire que l'on entend à la fin de la chanson, pouvant suggérer une consommation de substance psychotrope.
Une autre conséquence de la chanson fut l'intérêt des autres membres des Beatles pour la culture et la religion hindoues, qui les poussa, début 1968, à suivre l'enseignement du Maharishi Mahesh Yogi à Rishikesh dans le nord de l'Inde. C'est d'ailleurs suite et grâce à tout ce qu'ils avaient composé lors de ce voyage que les membres du groupe enregistrèrent le fameux « album blanc » (1968).

## Musiciens
- George Harrison – chant, sitar, harmonium, guitare acoustique, tambura, rires
- Stuart Eltham – effets sonores
- P.D. Joshi – swarmandal
- Amrat Gajjar – dilruba
- Natvel Soni – tabla
- Neil Aspinall – tambura
- Reginald Kilbey, Allen Ford et Peter Beavan – violoncelle
- Erich Gruenberg, Alan Loveday, Julien Gaillard, Paul Scherman, Ralph Elman, David Wolfsthal, Jack Rothstein et Jack Greene – violon

## Reprises
Parmi les reprises de cette chanson par d'autres artistes, on peut retenir les versions de Patti Smith, en avril 2007, pour son album Twelve, d'Oasis, en 2007 encore, ainsi que celles de Sonic Youth pour l'album-hommage Sgt. Pepper Knew My Father et de Glenn Mercer sur l'album Wheels in Motion.